# 二氯化二乙腈合钯
二氯化二乙腈合钯是一种配位化合物，化学式为PdCl2(NCCH3)2。它可由氯化钯和乙腈反应制得。它可用于合成其它钯配合物。
它可以以单斜晶系P21/c空间群结晶，晶胞参数a=4.997，b=11.726，c=7.060 Å，β=90.660°。